# 曹文緯
曹文緯（？—？），字闇沖，號東匯、昆吾，江西九江府彭泽县人，明朝政治人物。

## 生平
萬曆十九年（1591年）辛卯科江西乡试舉人，二十六年（1598年）戊戌科進士，素行孝友謙冲。初任刑部主事，立朝忠贞，不避斧钺，以建言国本，削籍追夺诰命。光宗即位，嘉其忠直，赐「功在國本」匾额，赠光禄寺丞。

## 家族
曾祖曹尚晓，典簿。祖曹萬章，廪生。父曹维隆，庠生。弟曹文经，官知县。子曹钦程，万历四十七年進士，彭泽县有「父子進士坊」，爲進士曹文緯父子立。